# Cratere Avtandil
Avtandil  è un cratere sulla superficie di Eros.